# تشيفلي (باركشير)
تشيفلي (بالإنجليزية: Chieveley)‏ هي قرية وأبرشية مدنية تقع في المملكة المتحدة في إنجلترا. يقدر عدد سكانها بـ 2,890 نسمة ومساحتها 20.86 كم2 .